# Leonard (Automobilhersteller)
J. J. Leonard war ein britischer Automobilhersteller.

## Unternehmensgeschichte
Das Unternehmen aus London begann 1904 mit der Produktion von Automobilen. Die Markennamen lauteten Leonard und Medici. 1906 endete die Produktion.

## Fahrzeuge
Im Angebot standen Kleinwagen. Das kleinere Modell Leonard 6 HP hatte einen Einzylindermotor von De Dion-Bouton mit etwa 850 cm³ Hubraum, dessen Leistung für das schwere, hölzerne Fahrgestell bei Weitem unzureichend war.
Ein stärkerer Zweizylindermotor von Tony Huber mit 12 PS Leistung trieb das Modell Medici 10/12 HP an. Dessen Fahrgestell bestand aus Stahl. Zielgruppe waren Landärzte.